# Aeria negricola
Aeria negricola är en fjärilsart som beskrevs av Felder 1862. Aeria negricola ingår i släktet Aeria och familjen praktfjärilar. Inga underarter finns listade i Catalogue of Life.